# Bernard Geoffrion
Pour les articles homonymes, voir Geoffrion.
Temple de la renommée : 1972
Bernard Joseph André Geoffrion, aussi appelé Bernie et surnommé « Boum-Boum », (né le 16 février 1931 à Montréal dans la province de Québec au Canada - mort le 11 mars 2006 à Atlanta en Géorgie aux États-Unis) est un joueur professionnel et entraîneur de hockey sur glace.  Il est reconnu pour avoir popularisé le lancer frappé.

## Carrière professionnelle

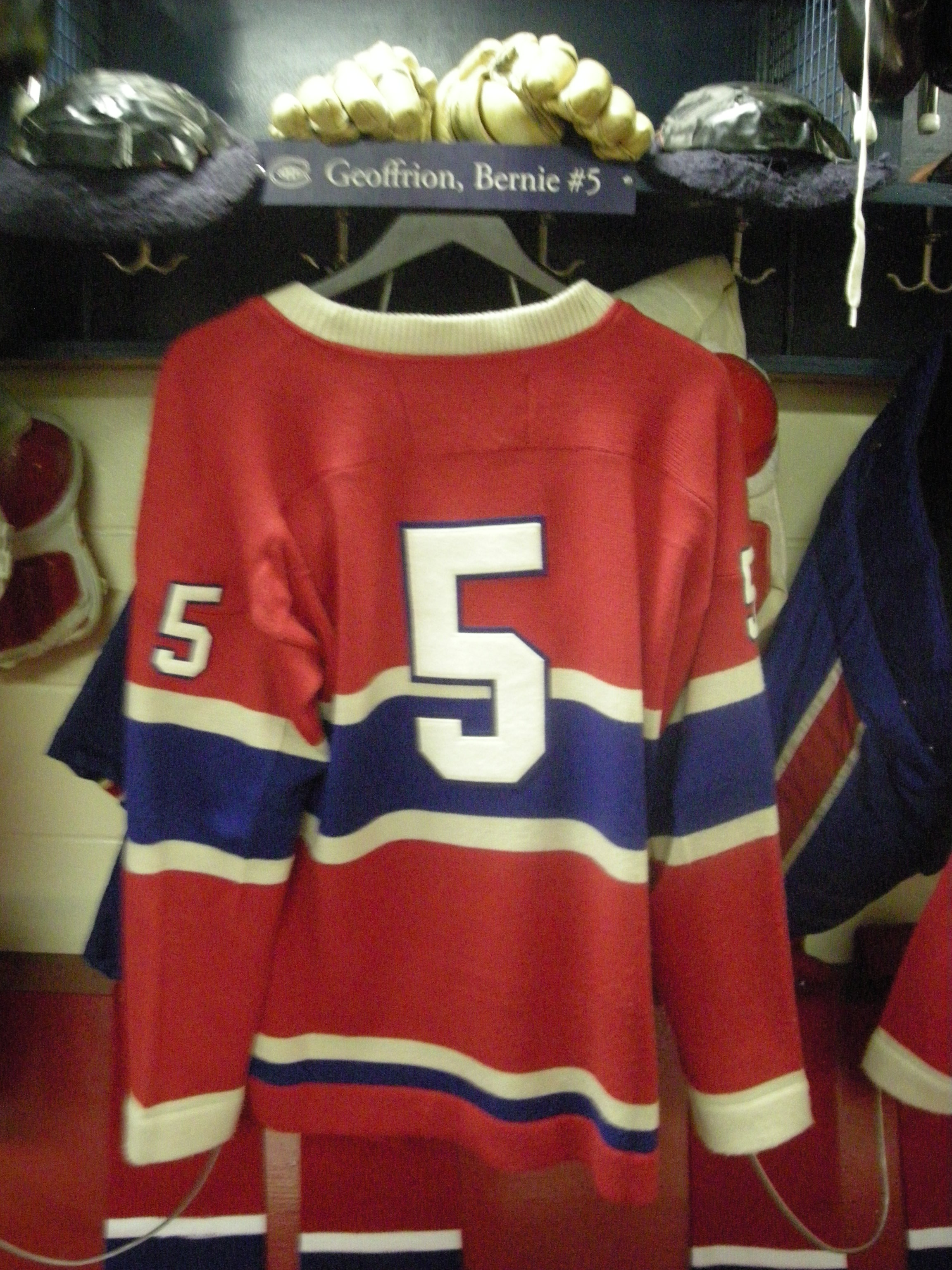
Le chandail numéro 5, retiré par le Canadien de Montréal en l'honneur de Bernard Geoffrion.

Dans la Ligue nationale de hockey, il a joué pendant quatorze saisons avec les Canadiens de Montréal ainsi que 2 saisons avec les Rangers de New York. En 1972, il a été intronisé au Temple de la renommée du hockey. Geoffrion commença sa carrière avec les Canadiens en 1951 et fut surnommé « Boom Boom » en raison de ses lancers frappés fracassants. Il fut le deuxième joueur de la LNH à marquer 50 buts en une saison; le premier était son coéquipier Maurice Richard. Il occupait la position d’ailier droit et a notamment joué avec au sein d'un trio réunissant les vedettes Jean Béliveau et Dickie Moore. Il remporta la Coupe Stanley à six reprises avec les Canadiens de Montréal.
Il a amassé un total de 393 buts, 429 passes et 689 minutes de pénalité en 883 matches.
À une époque où le jeu robuste était la norme et où les équipements ne protégeaient pas adéquatement les joueurs, Geoffrion a subi plusieurs blessures de toutes sortes. Il s’est fracturé le nez six fois et a reçu plus de 400 points de suture au cours de sa carrière. En 1958, il connut un grave accident au cours d’une séance d’entraînement mais fut sauvé grâce à une chirurgie d’urgence. Malgré les conseils de ses docteurs qui lui recommandaient de cesser ses activités pour une saison, il chaussa les patins six semaines plus tard pour ensuite prendre part aux finales de la Coupe Stanley.
Geoffrion a d’abord pris sa retraite en 1964. La même année, il devint entraîneur des As de Québec, de la Ligue américaine de hockey. Il revint toutefois au jeu en 1966 avec les Rangers de New York, avant de se retirer définitivement en 1968. En 1972, il devient le premier entraîneur-chef des Flames d'Atlanta. Il conserve ce poste pendant deux ans et mene son équipe à leur première participation aux séries éliminatoires en 1974. En 1979, il devint entraîneur-chef des Canadiens de Montréal. Il remplace l'illustre Scotty Bowman qui vient de remporter 4 coupes stanley consécutives. En raison d’intenses maux d’estomac, il doit quitter son poste avant la fin de la saison.
Au cours des années 1970 et 1980, il participa à plusieurs campagnes publicitaires télévisées faisant la promotion de la bière SABMiller.
Sa femme Marlène est la fille de l’ancien joueur des Canadiens et membre du Temple de la Renommée Howie Morenz. Son fils Dan Geoffrion a joué trois saisons de hockey professionnel, avec les Nordiques de Québec de l’Association mondiale de hockey (1978-1979), avec les Canadiens de Montréal (1979-1980) et avec les Jets de Winnipeg. Son petit-fils, Blake Geoffrion joue au sein des Canadiens de Montréal et représente la troisième génération de la famille Geoffrion (quatrième génération de la famille Geoffrion-Morenz) à évoluer dans la LNH. Comme son grand-père, il porte le numéro 5. Lors de son premier match avec l'uniforme du Canadiens, il décidera d'aborder le numéro 57, pour rendre hommage à son grand-père et à son arrière-grand-père, portant respectivement les numéros 5 et 7 durant leur passage dans l'équipe de Montréal.
Le 15 octobre 2005, l'organisation du Canadien de Montréal avait annoncé que son chandail numéro 5 serait retiré lors d'une cérémonie spéciale le 11 mars 2006 avant le match du Canadien face aux Rangers. Le 8 mars 2006, les médias ont annoncé que Geoffrion était gravement atteint d'un cancer de l'estomac. Son état s'est rapidement détérioré et il est mort le 11 mars 2006 à Atlanta aux États-Unis à l'âge de 75 ans, quelques heures seulement avant l'hommage qui lui fut rendu plus tard dans la même journée au Centre Bell à Montréal.
Le destin a voulu que Geoffrion rende l'âme exactement la même date à laquelle la dépouille de Morenz avait été exposée en chapelle ardente au Forum de Montréal 69 ans plus tôt. Lors d'une cérémonie empreinte d'émotion, la bannière du numéro 7 de Morenz a été descendue au niveau de la glace avant d'être de nouveau hissée dans les hauteurs du Centre Bell en même temps que la bannière numéro 5 de Geoffrion.

## Trophées et récompenses
- 1952 : récipiendaire du trophée Calder
- 1955 : récipiendaire du trophée Art-Ross
- 1961 : récipiendaire du trophée Art-Ross
- 1961 : récipiendaire du trophée Hart
- 1972 : intronisation au Temple de la renommée du hockey
- 2006 : le Canadien de Montréal retire son chandail numéro 5
- 2017 : nommé parmi les 100 plus grands joueurs de la LNH à l'occasion du centenaire de la ligue[4]

## Statistiques
| Saison     | Équipe                | Ligue      |     | Saison régulière | Saison régulière | Saison régulière | Saison régulière | Saison régulière |    | Séries éliminatoires | Séries éliminatoires | Séries éliminatoires | Séries éliminatoires | Séries éliminatoires |
| Saison     | Équipe                | Ligue      | PJ  | B                | A                | Pts              | Pun              | PJ               | B  | A                    | Pts                  | Pun                  |                      |                      |
| 1950-1951  | Canadiens de Montréal | LNH        | 18  | 8                | 6                | 14               | 9                | 11               | 1  | 1                    | 2                    | 6                    |                      |                      |
| 1951-1952  | Canadiens de Montréal | LNH        | 67  | 30               | 24               | 54               | 66               | 11               | 3  | 1                    | 4                    | 6                    |                      |                      |
| 1952-1953  | Canadiens de Montréal | LNH        | 65  | 22               | 17               | 39               | 37               | 12               | 6  | 4                    | 10                   | 12                   |                      |                      |
| 1953-1954  | Canadiens de Montréal | LNH        | 54  | 29               | 25               | 54               | 87               | 11               | 6  | 5                    | 11                   | 18                   |                      |                      |
| 1954-1955  | Canadiens de Montréal | LNH        | 70  | 38               | 37               | 75               | 57               | 12               | 8  | 5                    | 13                   | 8                    |                      |                      |
| 1955-1956  | Canadiens de Montréal | LNH        | 59  | 29               | 33               | 62               | 66               | 10               | 5  | 9                    | 14                   | 6                    |                      |                      |
| 1956-1957  | Canadiens de Montréal | LNH        | 41  | 19               | 21               | 40               | 18               | 10               | 11 | 7                    | 18                   | 2                    |                      |                      |
| 1957-1958  | Canadiens de Montréal | LNH        | 42  | 27               | 23               | 50               | 51               | 10               | 6  | 5                    | 11                   | 2                    |                      |                      |
| 1958-1959  | Canadiens de Montréal | LNH        | 59  | 22               | 44               | 66               | 30               | 11               | 5  | 8                    | 13                   | 10                   |                      |                      |
| 1959-1960  | Canadiens de Montréal | LNH        | 59  | 30               | 41               | 71               | 36               | 8                | 2  | 10                   | 12                   | 4                    |                      |                      |
| 1960-1961  | Canadiens de Montréal | LNH        | 64  | 50               | 45               | 95               | 29               | 4                | 2  | 1                    | 3                    | 0                    |                      |                      |
| 1961-1962  | Canadiens de Montréal | LNH        | 62  | 23               | 36               | 59               | 36               | 5                | 0  | 1                    | 1                    | 6                    |                      |                      |
| 1962-1963  | Canadiens de Montréal | LNH        | 51  | 23               | 18               | 41               | 73               | 5                | 0  | 1                    | 1                    | 4                    |                      |                      |
| 1963-1964  | Canadiens de Montréal | LNH        | 55  | 21               | 18               | 39               | 41               | 7                | 1  | 1                    | 2                    | 4                    |                      |                      |
| 1966-1967  | Rangers de New York   | LNH        | 58  | 17               | 25               | 42               | 42               | 4                | 2  | 0                    | 2                    | 0                    |                      |                      |
| 1967-1968  | Rangers de New York   | LNH        | 59  | 5                | 16               | 21               | 11               | 1                | 0  | 1                    | 1                    | 0                    |                      |                      |
| Totaux LNH | Totaux LNH            | Totaux LNH | 883 | 393              | 429              | 822              | 689              | 132              | 58 | 60                   | 118                  | 88                   |                      |                      |

### Parenté dans le sport
- Père du joueur Danny Geoffrion.
- Grand-père du joueur Blake Geoffrion.
- Gendre d'Howie Morenz
- Beau-Père du joueur Hartland Monahan